# トーマス・フレデリック・チーズマン

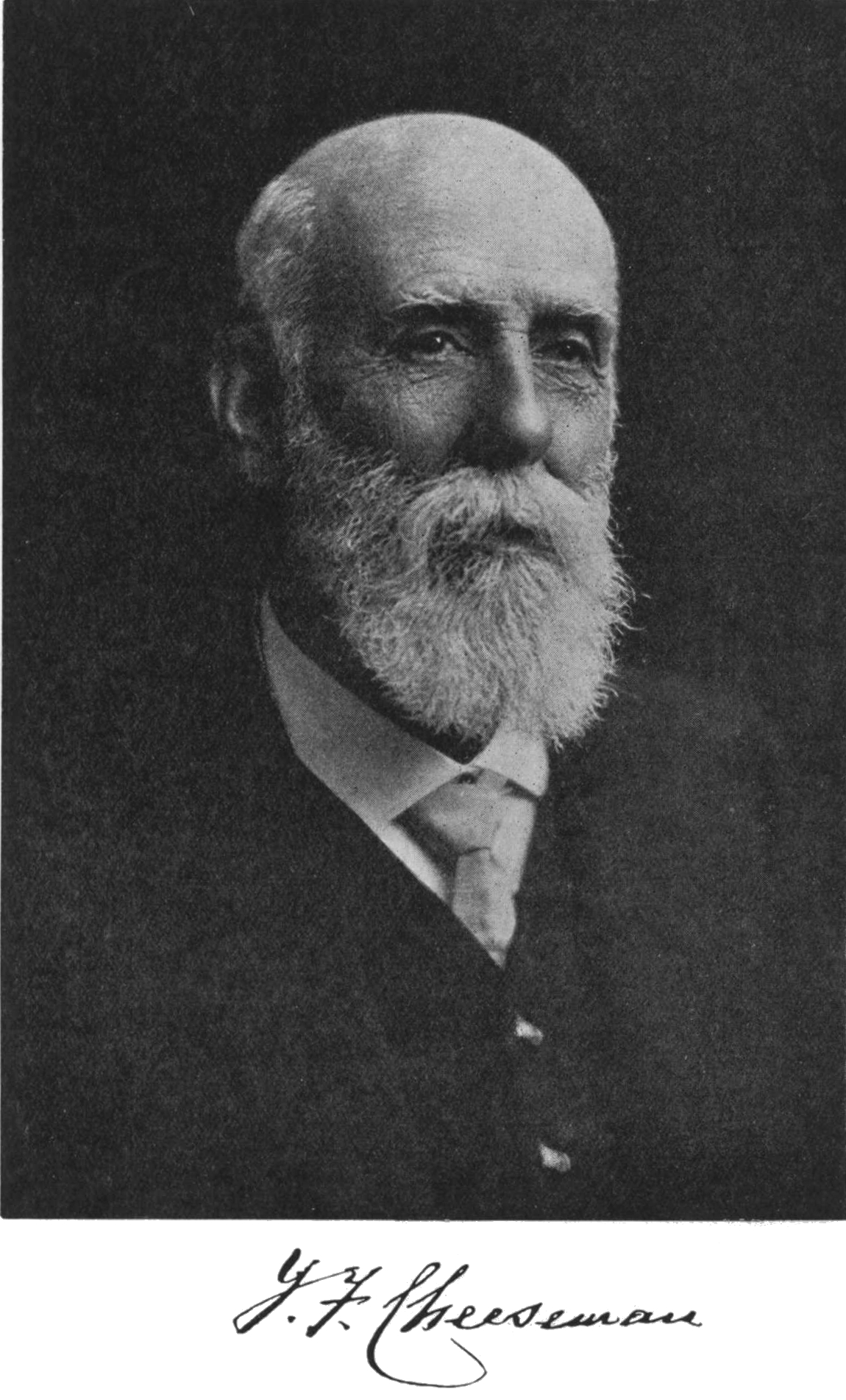
Thomas Frederick Cheeseman

トーマス・フレデリック・チーズマン（Thomas Frederick Cheeseman、1845年6月8日 – 1923年10月15日）は、イギリス生まれのニュージーランドの植物学者である。海棲軟体動物の記載も行った。

## 略歴
ヨークシャーのキングストン・アポン・ハルに生まれた。8歳で両親とともにニュージーランドに渡った。オークランドのセント・ジョンズ・カレッジで学んだ。ニュージーランドの植物の研究を始め、1872年にワイタケレ地域の植物相に関する研究を発表した。1874年にオークランド研究所の職員となり、設立まもないオークランド博物館の学芸員となった。チーズマンの努力で、博物館の標本は形成され、植物学、農学、園芸学、森林学の分野で重要な論文を没するまで、継続して発表続けた。
何度もニュージーランド各地の採集旅行を行った。ネルソン地域、ケルマディックとスリー·キングス諸島、マンゴヌイから北島の最北端まで訪れた。高校時代からの友人アダムス（J.Adams）とともに採集旅行を行い、Senecio adamsii や Elytranthe adamsiiの植物に、アダムスの名前を命名した。ポリネシアも訪れ、クック諸島のラロトンガ島の植物相に関する論文をロンドン・リンネ協会の会報に発表した。1923年にリンネ・メダルを受賞。
オークランド博物館の鳥類標本は弟のウィリアム・ジョセフ・チーズマンが捕獲し、妹のエンマ・チーズマンが整理分類した。

## 著作
- Manual of the New Zealand Flora (1906)
- Illustrations of the New Zealand Flora (1914) ウィリアム・ヘムズリー、マチルダ・スミスと共著